# Zīr Zamīn
Zīr Zamīn (persiska: زير زمين) är en ort i Iran.   Den ligger i provinsen Ardabil, i den nordvästra delen av landet, 400 km nordväst om huvudstaden Teheran. Zīr Zamīn ligger 1 205 meter över havet och antalet invånare är 425.
Terrängen runt Zīr Zamīn är huvudsakligen kuperad, men västerut är den platt. Runt Zīr Zamīn är det ganska tätbefolkat, med 56 invånare per kvadratkilometer. Närmaste större samhälle är Meshgīn Shahr, 8,3 km öster om Zīr Zamīn. Trakten runt Zīr Zamīn består i huvudsak av gräsmarker.